# Papilio phorbanta
Papilio phorbanta là một loài bướm thuộc họ Bướm phượng (Papilionidae). Loài này được mô tả năm 1771 bởi Linnaeus. Chúng là loài đặc hữu của Réunion.

## Hình ảnh

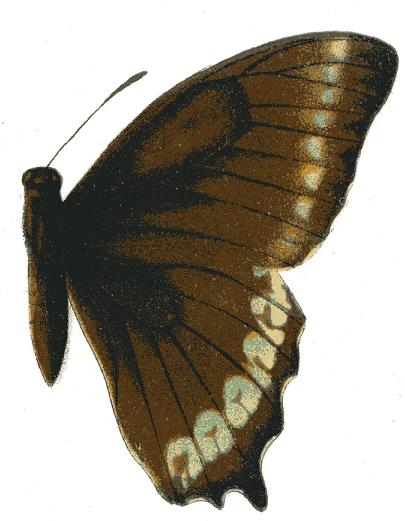
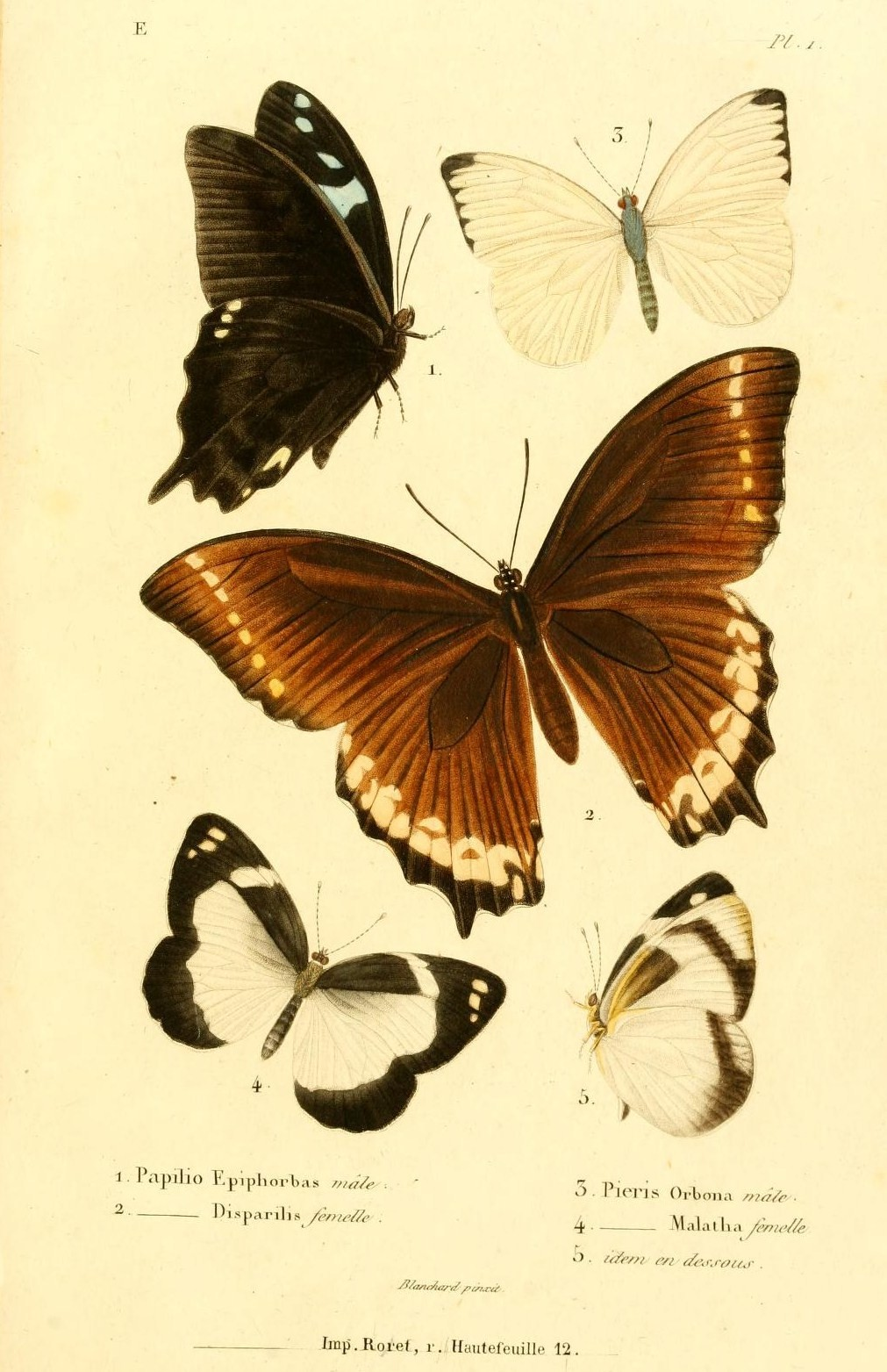